# Bujingai
Bujingai (武刃街), aussi connu sous le nom de Bujingai Swordmaster, est un beat them all sorti sur PlayStation 2 le 23 mars 2005 en France, développé par Red Entertainment et édité par BAM! Entertainment.
Le personnage principal, Lau est animé en capture de mouvement. Gackt a prêté ses mouvements, ses traits et sa voix au personnage principal.

## Synopsis
Au XXIIIe siècle, le joueur incarne Lau, un swordmaster. Son maître et Rei Jenron, son meilleur ami, ont été attirés par les forces obscures et il tente de les arrêter. Le jeu se déroule dans un décor typiquement asiatique.

## Système de jeu
Le jeu est basé sur des mouvements d'arts martiaux. On peut utiliser différentes techniques de combats et des sorts. Les sphères récupérées dans les différents niveaux permettent d'augmenter des capacités comme la jauge de vie, de magie, les sorts, etc.

## Accueil
- Jeuxvideo.com : 15/20[1]